# Gamma Horologii
Gamma Horologii (20 Horologii) é uma estrela na direção da constelação de Horologium. Possui uma ascensão reta de 02h 45m 27.45s e uma declinação de −63° 42′ 16.3″. Sua magnitude aparente é igual a 5.73. Considerando sua distância de 179 anos-luz em relação à Terra, sua magnitude absoluta é igual a 2.03. Pertence à classe espectral G8III/IV.